# 圣乌苏拉堂 (巴勒莫)
圣乌苏拉堂（意大利语：Chiesa di Sant'Orsola）是一座巴洛克风格的罗马天主教教堂，位于意大利巴勒莫历史中心的阿尔贝加里亚区（Albergaria），主干道马奎达街（Via Maqueda）。

## 历史
修建该堂的是圣乌苏拉善会（Compagnia di Sant'Orsola），由附近的四十殉道圣人堂（Santi Quaranta Martiri Pisani al Casalotto）的一批教友创建于1564年。
教堂于1662年向公众开放。 中殿，也许整个建筑，都是由贾科莫阿马托设计。1672年，开始了美化工程。
在此期间，该建筑装饰了灰泥和绘画。 在下个世纪又进行了一次美化工程。因此，教堂拥有一些重要的西西里艺术家的作品。

## 艺术

### 绘画
布面油画：
- 《圣亚纳和幼年玛利亚》， 彼得罗 · 诺维利
- 圣乌苏拉殉道，彼得罗 · 诺维利
- 《圣母与蒙迪》， 彼得罗 · 诺维利
- 《耶稣基督与十字架》，彼得罗 · 诺维利
- 《下十字架和三个玛利亚》，朱塞佩 · 帕塔尼亚
- 《炼狱灵魂的救赎》，作者不详
- 圣家，作者不详

壁画：
- 圣母升天，加萨雷·塞雷纳里
- 《圣乌苏拉的荣耀》， 加斯帕雷 · 塞雷纳里
- 《信德与爱德》， 加萨雷 · 塞雷纳里

柱子上装饰着代表巴勒莫主保圣人的椭圆形圣像：圣路济亚（Lucy）、基斯定（Christina）、 圣亚加大（Agatha）、宁法（Ninfa）、奥利维雅（Olivia）和洛沙利亞（Rosalia），是彼得罗·诺维利工作室的作品。
教堂的许多雕塑是贾科莫·塞尔波塔的作品。